# 알키오네우스

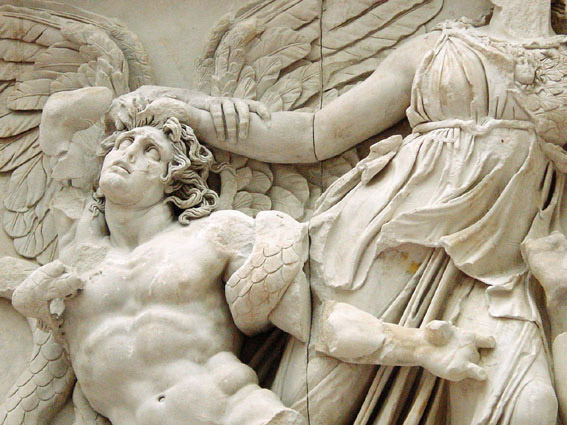

알키오네우스(그리스어: Ἀλκυονεύς)는 기간테스의 한 명이다. 기간토마키아 전투에서 올림포스 신들과 싸웠으나 전투 도중 헤라클레스에게 죽음을 당한다.

## 같이 보기
- 미마스 (거인)